# ドッジファイター一撃!
ドッジファイター一撃!（ドッジファイターいちげき!）は、『月刊コロコロコミック』2002年12月号から2003年2月号まで連載された漫画。原作はこしたてつひろ。

## 概要
闘球（ドッジボール）のスペシャリストとして恐れられる一撃闘志を主人公に据えた作品。同作者による『炎の闘球児 ドッジ弾平』に似た作風だが、本作における「闘球」は『ドッジ弾平』で描かれたスーパードッジボールのことではなく、文字通りボールを使った格闘（喧嘩）を指す。全3話。

## 登場人物
一撃 闘志（いちげき とうし）
闘球のスペシャリスト。正義感が強く、弱いものいじめをするやつはただでは生かさない。ある小学校に転入してきて、闘球部を作る。父親は世界一の闘球士で現在は消息不明。夢は、父親を超える宇宙一の闘球士になることである。闘球においては一切容赦がなく、顔面攻撃も平気で行う。彼によると「闘球」とドッジボールは違うもので、ドッジボールのことは嫌っている。
不良
第1話に登場したチンピラ。闘志の友達を人質にとり勝負を仕掛けたが、闘志の怒りを買い倒された。
今 敦（こん あつし）
最強のクラブチーム・球川ラプターズ2軍のキャプテン。弱いやつをガラクタ呼ばわりする。闘志に敗れたため、一軍キャプテン宰賀に制裁を食らう。
権田 太郎（ごんた たろう）
球川ラプターズ2軍の副キャプテン。巨漢であり、その体を使ってボールの勢いを相殺する。だが、闘志が腹の同じ位置にボールを当て続けたため倒された。
宰牙 猛（さいが たけし）
球川ラプターズ1軍のキャプテン。闘い方や心意気に「美しさ」を求めており、テクニックよりもパワーを重視している。そのパワーは、ボールがかすめた時の風圧だけで皮膚が切れるほどである。最後に、闘志たちの友情パワーで倒される。